# Pleiokirkia leandrii
Pleiokirkia es un género monotípico de plantas fanerógamas perteneciente a la familia Kirkiaceae (Takht.), junto con el género Kirkia. Su única especie: Pleiokirkia leandrii Capuron, es originaria de Madagascar. El género fue descrito por René Paul Raymond Capuron y publicado en Adansonia: recueil périodique d'observations botanique, n.s.  1: 89 en el año 1961.
Son árboles endémicos de Madagascar que se encuentran en los bosques secos a una altitud de 0-499 metros en la Provincia de Mahajanga.